# Università di Treviri

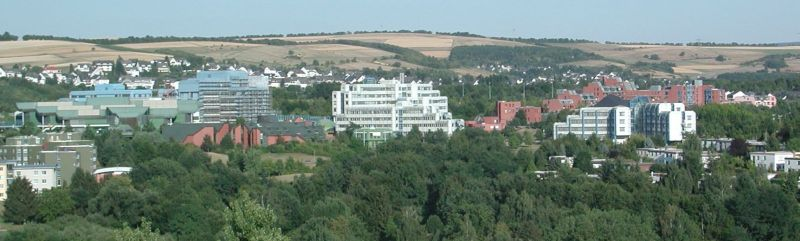
Campus

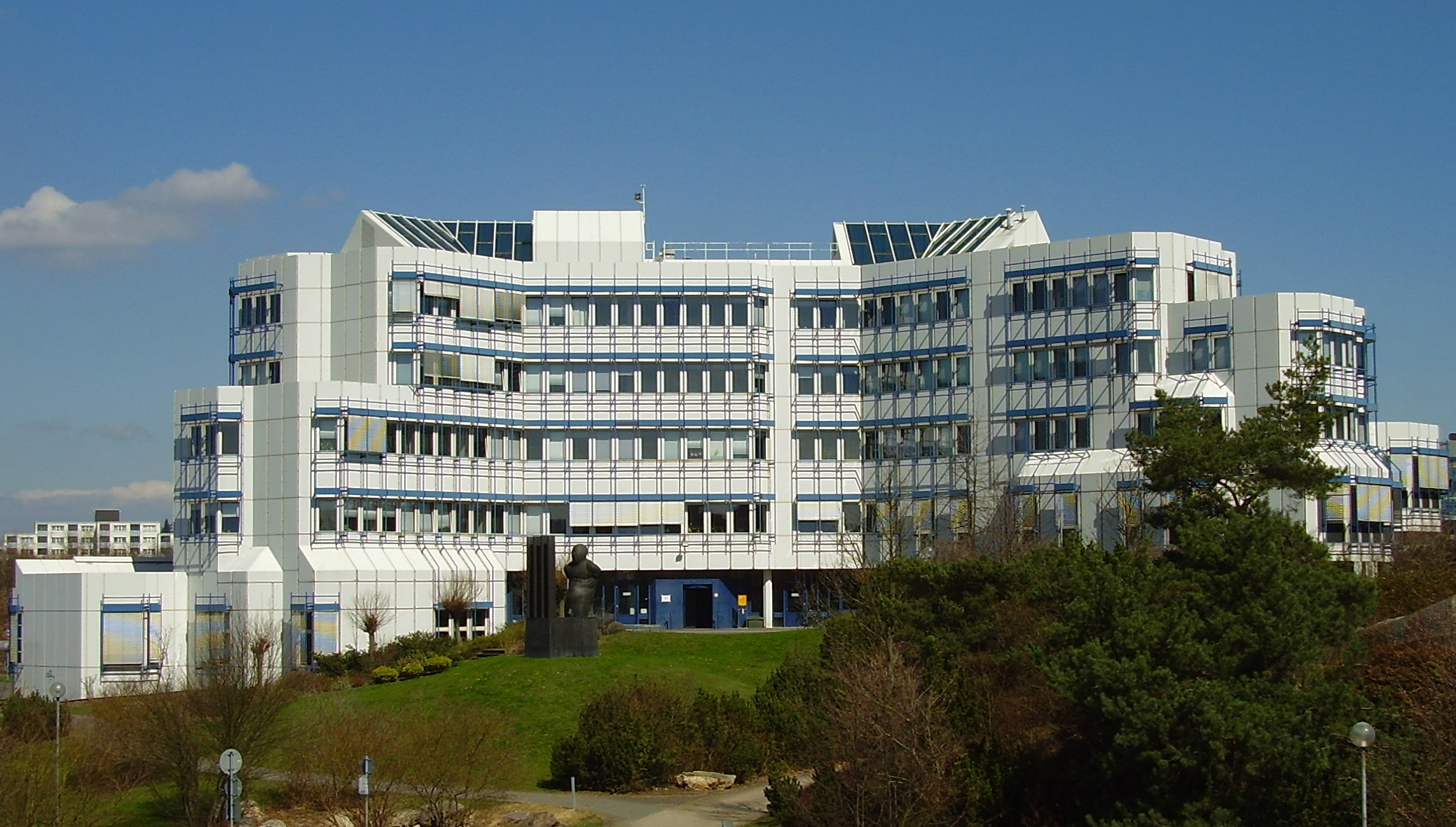
Edificio di una facoltà

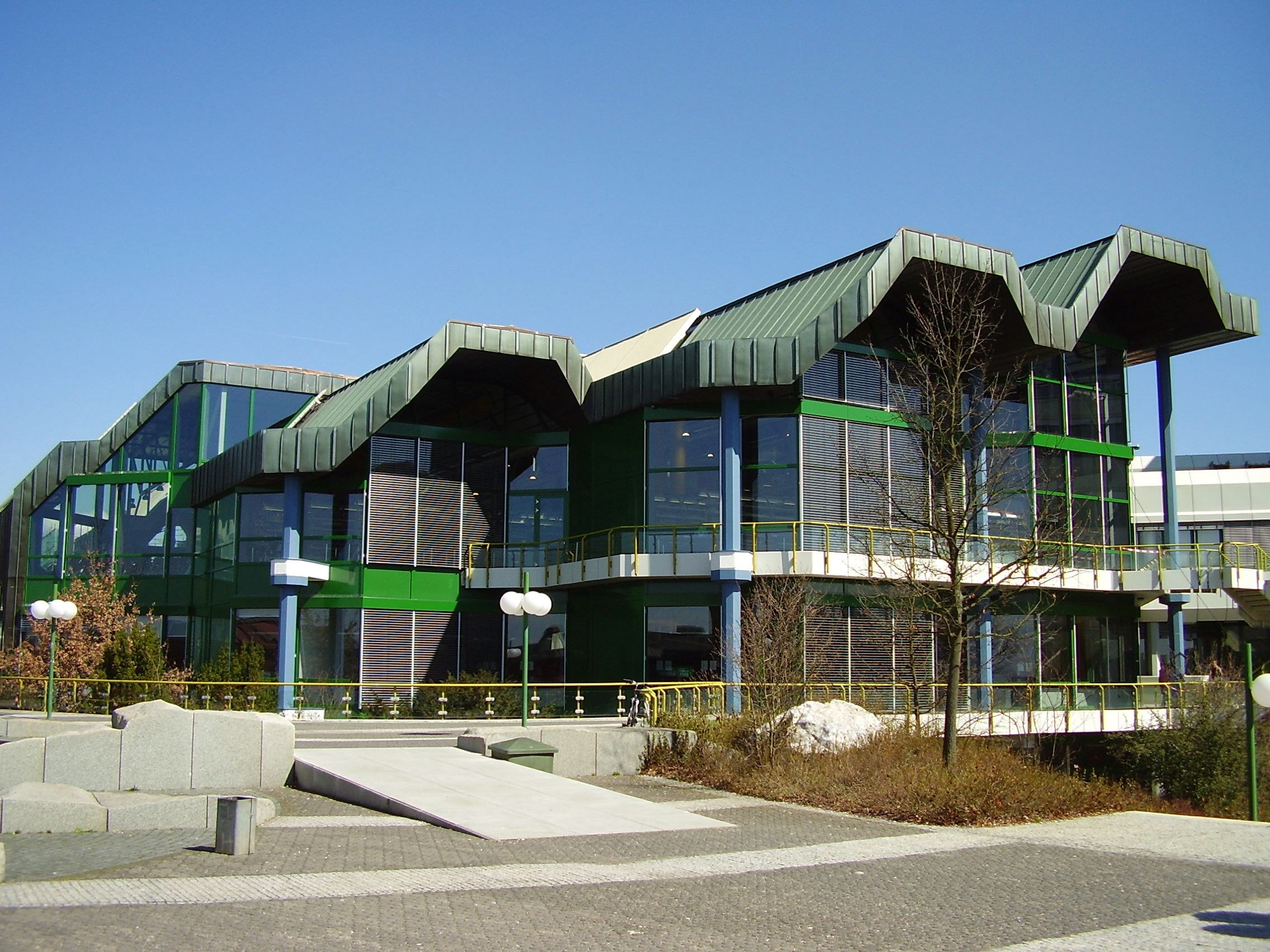
Biblioteca

L'Università di Treviri (in tedesco: Universität Trier) è un'università tedesca situata a Treviri nel land della Renania-Palatinato. L'università fu fondata nel 1473, chiusa nel 1796 e riaperta nel 1970.

## Struttura
L'università è organizzata in sei facoltà:
- Giurisprudenza
- Scienze ambientali
- Scienze economiche
- Scienze informatiche
- Scienze sociali
- Scienze umanistiche